# Cyprien Barlatey
Cyprien Barlatey (* 8. Januar 1821 in Monthey; † 24. Februar 1891 ebenda, heimatberechtigt in Monthey) war ein Schweizer Politiker (Katholisch-Konservative).

## Biografie
Cyprien Barlatey kam am 6. Januar 1821 in Monthey als Sohn des Jean-Pierre Barlatey und der Marie-Françoise-Thérèse geborene Nambride zur Welt. Cyprien Barlatey war beruflich als  Anwalt und Notar tätig. Dazu war er als Gemeinderichter von Monthey, von 1857 bis 1877 als Ersatzrichter, später als Richter am Bezirksgericht Monthey sowie von 1867 bis 1891 als Richter am Appellationsgericht beziehungsweise ab 1877 Walliser Appellations- und Kassationsgerichtshof eingesetzt. Überdies fungierte er als Hauptmann bei der Grenzbesetzung der Jahre 1856 und 1857.
Cyprien Barlatey war mit Mathilde geborene Delacoste verheiratet. Er verstarb am 24. Februar knapp nach Vollendung seines 70. Lebensjahres in seiner Geburtsstadt Monthey.

## Politischer Werdegang
Cyprien Barlatey, Parteimitglied der Katholisch-Konservativen, begann seine politische Laufbahn 1852 im Walliser Grossrat, dem er anschliessend bis 1857 sowie von 1869 bis 1873 angehörte. Darüber hinaus nahm er für den Kanton in den Jahren 1869 bis 1871 Einsitz in den Ständerat.
Der engagierte Katholik unterstützte 1871 die Gründung der konfessionellen Tageszeitungen La Liberté in Freiburg und Das Vaterland in Luzern. Zudem trat Barlatey als Förderer des Fremdenverkehrs sowie, unter anderem als Erbauer des Grandhotels von Morgins, der Hotellerie hervor und sorgte damit für eine Steigerung des Bekanntheitsgrades des Tals von Morgins.